# Mourné (Réthymnon)
Mourné, en grec moderne : Μουρνέ, est un village du dème d'Ágios Vasílios, de l'ancienne municipalité de Lámpi, dans le district régional de Réthymnon, en Crète, en Grèce. Selon le recensement de 2011, la population de Mourné compte 176 habitants. Le village est situé à une distance de 34 km de Réthymnon, à 4 km de Spíli et à une altitude de 500 mètres.

## Recensements de la population
| Recensements | 1900 | 1920 | 1928 | 1940 | 1951 | 1961 | 1971 | 1981 | 1991 | 2001 | 2011 |
| ------------ | ---- | ---- | ---- | ---- | ---- | ---- | ---- | ---- | ---- | ---- | ---- |
| Population   | 462  | 470  | 522  | 546  | 448  | 404  | 281  | 250  |      | 291  | 176  |

## Source de la traduction
- (el) Cet article est partiellement ou en totalité issu de l’article de Wikipédia en grec moderne intitulé « Μουρνέ Ρεθύμνης » (voir la liste des auteurs).